# Morfia z Meliteny
Morfia z Meliteny, Morphia, Moraphia – córka Gabriela, namiestnika Meliteny i nieznanej z imienia armeńskiej księżniczki, córki Konstantyna I, księcia Armenii i Cylicji z dynastii Rupenidów.
Melitena znajdowała się w sąsiedztwie Edessy i ojciec Morfii był wasalem hrabiego Edessy. Około 1101 roku poślubiła ówczesnego hrabiego Edessy - Baldwina z Le Bourg, który w roku 1118 objął w posiadanie również tron Królestwa Jerozolimy. Początkowo, kiedy Baldwin pojechał do Jerozolimy, Morfia razem z córkami została w Edessie. Morfia zmarła prawdopodobnie między 1126 a 1127 rokiem.
Z małżeństwa z Baldwinem Morfia miała cztery córki:
- Melisandę Jerozolimską, żonę Fulka V Młodego, księcia Andegawenii,
- Alicję, żonę Boemunda II, księcia Antiochii,
- Hodiernę, żonę Rajmunda II, hrabiego Trypolisu,
- Jowitę (Iwetę), zakonnicę.

Ponieważ Morfia i Baldwin II nie mieli żadnego syna, po śmierci Baldwina w 1131 to Melisanda została władczynią Królestwa Jerozolimskiego.